# Яблокорезка

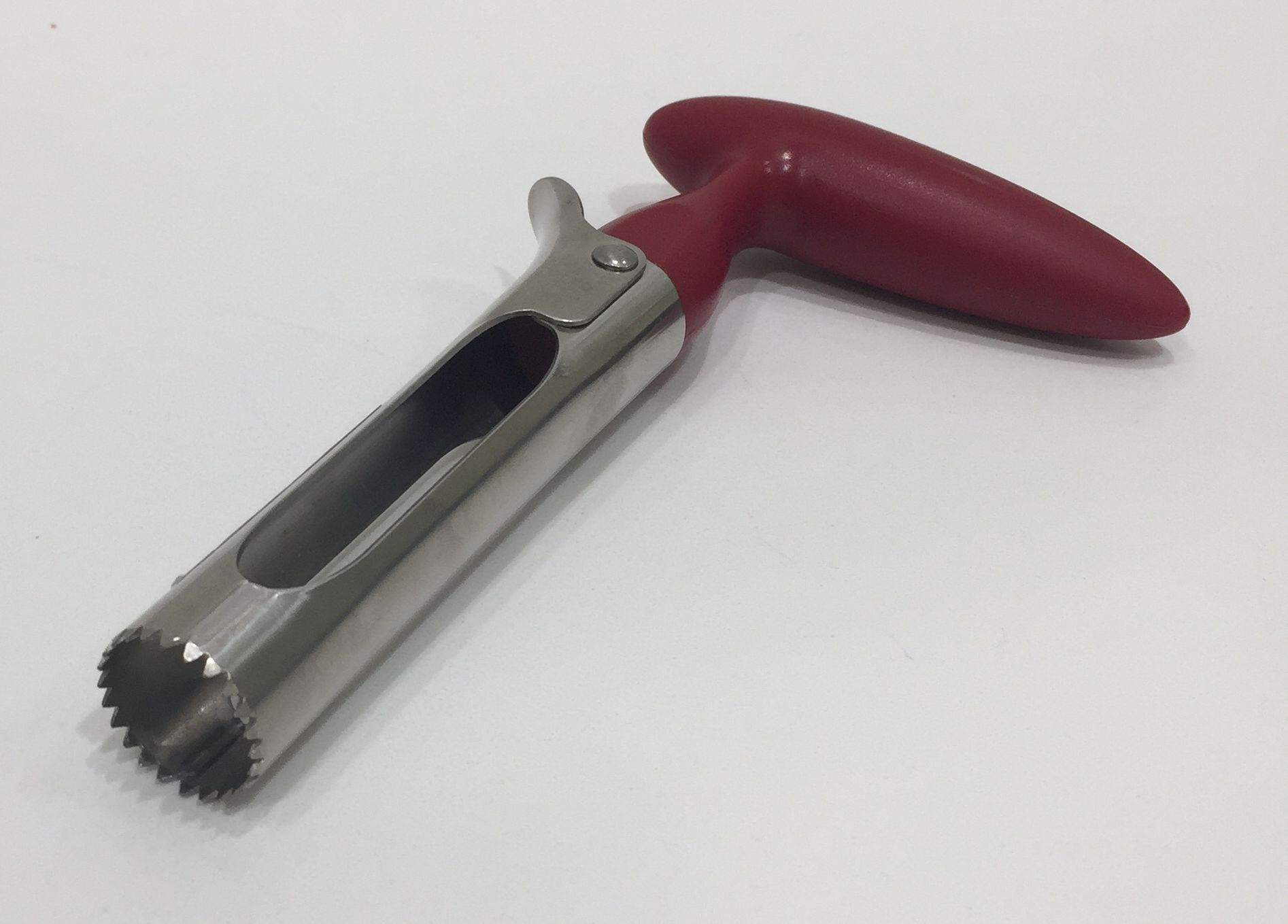
Современная яблокорезка

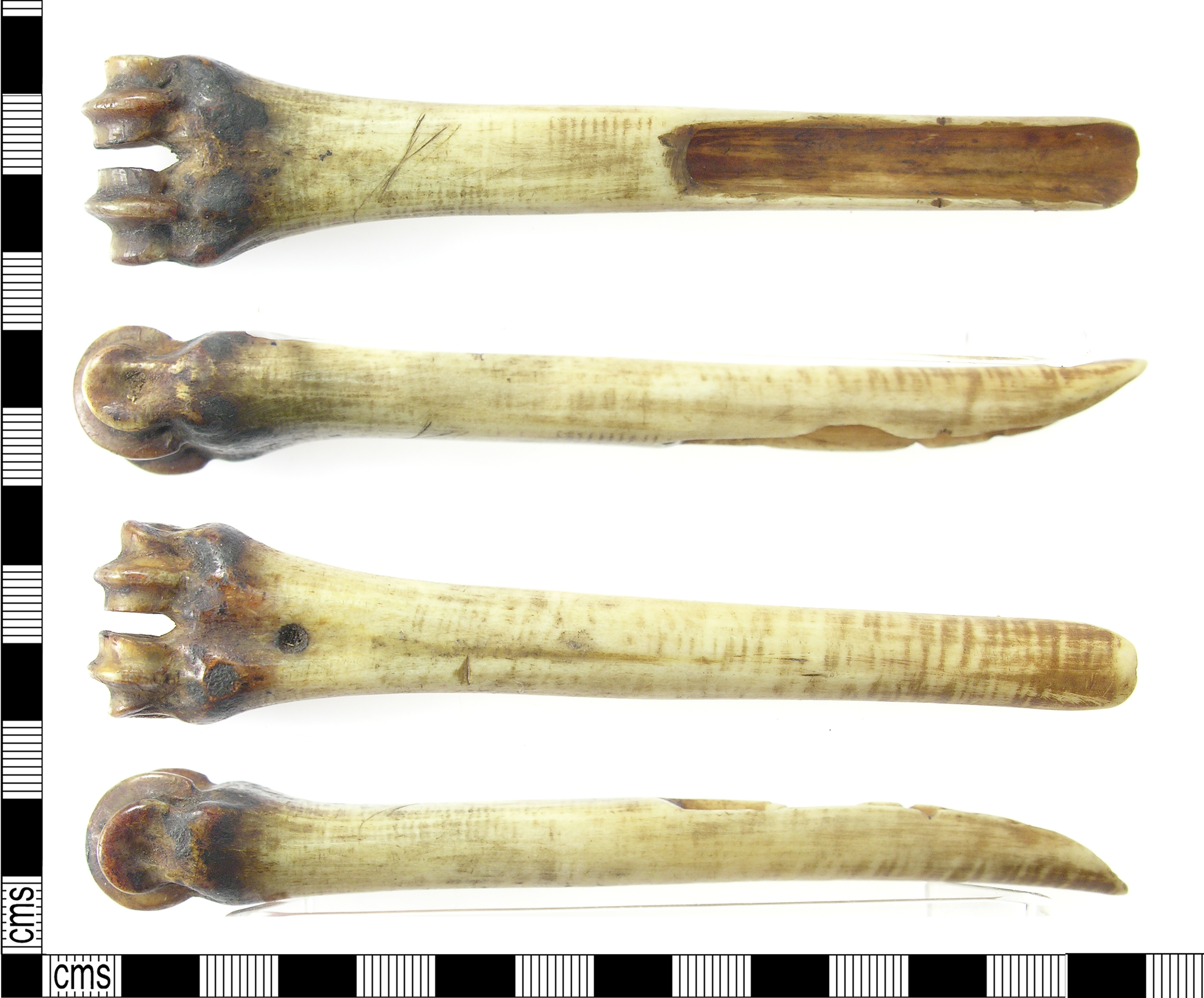
Устройство для удаления яблок 1700-х годов, сделанное из пушечной кости.

Яблокорезка — устройство для удаления сердцевины и косточек из яблок. Его также можно использовать для близких по структуре фруктов, таких как груши или айва.
Некоторые яблокорезки состоят из ручки с круглым режущим устройством на конце. При проталкивании через яблоко удаляется сердцевина до диаметра круглого режущего устройства. Затем сердцевину можно изъять.

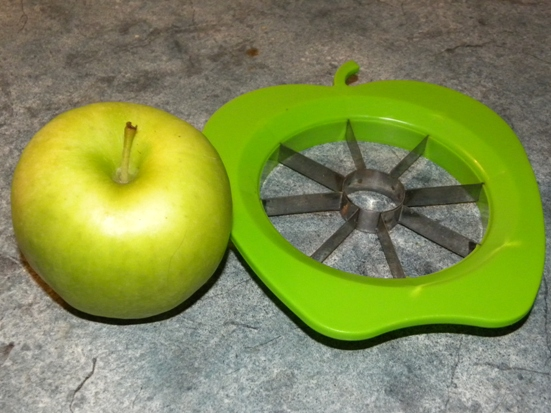
Яблокорезка с слайсером

Другой тип яблокорезки можно поместить поверх яблока и протолкнуть через него, что позволит удалить сердцевину и нарезать яблоко. Его также часто называют ножом для яблок  или ножом для нарезки яблок.
Устройство для удаления сердцевины яблок часто используется, когда яблоко нужно сохранить целым, например, при приготовлении печеных яблок или когда необходимо удалить сердцевину из большого количества яблок и нарезать их ломтиками, например, при приготовлении яблочного пирога или подобного десерта.

## Безопасность
В августе 2002 года компания Leifheit International USA, Inc., совместно с Комиссией по безопасности потребительских товаров (CPSC), объявила о добровольном отзыве около 31 000 яблокорезок Pro Line.  Основанием для отзыва послужила возможность отделения режущего лезвия от центрального кольца в процессе использования, что создавало риск порезов рук. К тому моменту компания получила два сообщения о подобных случаях с незначительными травмами.